# Le-Fantasque-Klasse
Die Le-Fantasque-Klasse  war eine Schiffsklasse von sechs Großzerstörern (franz. Contre-Torpilleurs) der französischen Marine (franz. Marine nationale française) im Zweiten Weltkrieg. Sie war Nachfolger der Vauquelin-Klasse und Vorgänger der Mogador-Klasse. Zwei Schiffe der Klasse gingen während des Zweiten Weltkriegs verloren, vier dienten in der französischen Marine bis in die 1960er Jahre.

## Konstruktionsgeschichte
Die Konstruktion der Le-Fantasque-Klasse erfolgte unter der Voraussetzung, das die Zerstörer zusammen mit Schlachtschiffen und Kreuzern operieren konnten, aber nicht auf diese Rolle beschränkt waren. Die italienische Regia Marina reagierte auf diese Schiffe mit dem Bau der Capitani-Romani-Klasse.
Aufgrund der Größe und Einsatzmöglichkeiten der Schiffe wurden sie am 28. November 1943 zu Leichten Kreuzern umklassifiziert.

## Maschinenanlage
Die Antriebsanlage der Le-Fantasque-Klasse bestand aus vier Wasserrohrkesseln und zwei Parsons-Turbinen. Diese trieben über zwei Antriebswellen die beiden Schrauben an. Die Maschinen leisteten 74.000 WPS. Damit konnte eine Geschwindigkeit von 37 kn (etwa 67 km/h) erreicht werden. In Hochleistungstestfahrten konnte kurzfristig eine Geschwindigkeit von 45 kn erreicht werden.

## Bewaffnung
Die Hauptartillerie der Le-Fantasque-Klasse bestand aus fünf 13,86-cm-Geschützen L/40 des Modells 1929 in Einzelaufstellung. Diese Kanone konnte eine 40,4 Kilogramm schwere Granate über eine maximale Distanz von 19.000 m feuern.  Als Flugabwehrbewaffnung verfügte die Le-Fantasque-Klasse bei Indienststellung über vier 3,7-cm-Flugabwehrkanonen L/60 des Modells 1925 in Einzelaufstellung und vier Maschinengewehre Hotchkiss M1929 in Doppelaufstellung. Als Torpedobewaffnung verfügten die Zerstörer über neun Torpedorohre in drei Dreiergruppen für den Torpedo 23DT Toulon. Zur U-Boot-Abwehr besaß die Le-Fantasque-Klasse zwei Wasserbombenwerfer am Heck und konnten bis zu 40 Seeminen aufnehmen.

## Einheiten
| Name          | Bauwerft                                                                                 | Kiellegung        | Stapellauf        | Indienststellung  | Verbleib |
| ------------- | ---------------------------------------------------------------------------------------- | ----------------- | ----------------- | ----------------- | --- |
| Le Fantasque  | Arsenal de Lorient, Lorient                                                              | 16. November 1931 | 15. März 1934     | 15. November 1935 | Am 28. November 1943 zum Leichten Kreuzer umklassifiziert, 1953 aus der Flottenliste gestrichen und 1958 in Saint-Mandrier-sur-Mer abgebrochen.                                        |
| Le Malin      | Forges et Chantiers de la Méditerranée, La Seyne-sur-Mer                                 | 16. November 1931 | 17. August 1933   | 8. Juni 1936      | Am 28. November 1943 zum Leichten Kreuzer umklassifiziert, am 3. Februar 1964 aus der Flottenliste gestrichen, anschließend als Wellenbrecher in Lorient genutzt und 1977 abgebrochen. |
| Le Terrible   | Chantiers Navals Français, Blainville-sur-Orne Ateliers et Chantiers de Bretagne, Nantes | 8. Dezember 1931  | 30. November 1933 | 1. Oktober 1935   | Am 28. November 1943 zum Leichten Kreuzer umklassifiziert, am 29. Juni 1962 aus der Flottenliste gestrichen und 1963 abgebrochen.                                                      |
| L’Indomptable | Forges et Chantiers de la Méditerranée, La Seyne-sur-Mer                                 | 25. Januar 1932   | 7. Dezember 1933  | 10. Februar 1936  | Am 27. November 1942 in Toulon selbstversenkt, das Wrack wurde 1950 vor Ort abgebrochen.                                                                                               |
| L’Audacieux   | Ateliers et Chantiers de la Loire, Saint-Nazaire                                         | 16. November 1931 | 15. März 1934     | 27. November 1935 | Am 7. Mai 1943 im Trockendock in Bizerte von der Wehrmacht versenkt und 1947 vor Ort abgebrochen.                                                                                      |
| Le Triomphant | Ateliers et Chantiers de France, Dünkirchen                                              | 28. August 1931   | 16. April 1934    | 25. Mai 1936      | Am 28. November 1943 zum Leichten Kreuzer umklassifiziert, am 19. Dezember 1954 außer Dienst gestellt und im Dezember 1957 zum Verschrotten verkauft.                                  |